# 程运铁
程运铁（1938年9月—），男，湖北黄梅人，中华人民共和国政治人物，曾任湖北省人民政府秘书长，中共湖北省委委员，湖北省政协副主席。